# 斜鳞蛇
斜鳞蛇（学名：Pseudoxenodon macrops）为游蛇科斜鳞蛇属的爬行动物，俗名气扁蛇、臭蛇、中华斜鳞蛇、大斜鳞蛇、草上飞。分布于印度、尼泊尔、缅甸、泰国、越南以及中国的福建、河南、湖北、湖南、广西、四川、贵州、云南、西藏、陕西、甘肃等地，常栖息于高原山区以及山溪边、路边、菜园地、石堆上。其生存的海拔范围为700至2700米。该物种的模式产地在印度阿萨姆、大吉岭附近。

## 亚种
- 斜鳞蛇福建亚种（学名：Pseudoxenodon macrops fukienensis），Pope于1928年命名。在中国，分布于福建、广西、贵州等地。该物种的模式产地在福建崇安。[2]
- 斜鳞蛇指名亚种（学名：Pseudoxenodon macrops macrops），Blyth于1854年命名。分布于印度、尼泊尔、缅甸、泰国、越南以及中国的云南、四川、西藏等地。该物种的模式产地在印度大吉岭。[3]
- 斜鳞蛇中华亚种（学名：Pseudoxenodon macrops sinensis），Boulenger于1904年命名。在中国，分布于西南部、东到湖北、北至甘肃、陕西、河南等地。该物种的模式产地在云南昆明。[4]

## 保护
本种于2023年被收录入《有重要生态、科学、社会价值的陆生野生动物名录》。